# Le Toréador
Personnages
- Don Belflor, toréador à la retraite (basse)
- Coraline, sa femme (soprano)
- Tracolin (ténor)

Le Toréador ou l'Accord parfait est un opéra bouffon en deux actes d'Adolphe Adam sur un livret de Thomas Sauvage, créé le 18 mai 1849 à l'Opéra-Comique à Paris.
Lorsqu’il écrit en 1849 Le Toréador en six jours pour répondre à une commande, Adolphe Adam est loin de se douter du succès de cet intermède destiné à n’être joué qu’une fois ; les variations de Coraline sur « Ah ! vous dirai-je, maman » connaissent une popularité immédiate. L’œuvre se maintiendra au répertoire de l'Opéra-Comique jusqu'en 1911.

## Résumé
Dans le jardin de la demeure de don Belflor à Barcelone en Espagne.

### Acte I
[7 scènes]
Coraline, ancienne chanteuse de l’opéra Paris, est mariée à un toréador à la retraite nommé Don Belflor. Déçue par son mari qui l’enferme et dont elle soupçonne l’inconduite, elle se souvient de la façon dont un joueur de flûte, Tracolin, était amoureux d'elle. À ce moment-là, Tracolin lui-même apparaît avec l'intention de rencontrer Coraline. Ils échangent des billets doux par-dessus le mur du jardin de la maison de Don Belflor.
Soudain un cri retentit :  « Au secours, on m’assomme ! ». Don Belflor est molesté à quelques pas de chez lui. Tracolin peut alors chasser les brigands et l'ancien toréador entre dans son jardin appuyé sur son sauveur. Une fois que Belflor a repris ses moyens, Tracolin prétend agir comme intermédiaire pour une danseuse de l'opéra, Caritea, qui serait tombée amoureuse de lui. Le vieil homme est flatté mais demande une preuve supplémentaire et Tracolin ne peut que penser à lui donner la lettre de Coraline. Comme Don Belflor souhaite repartir pour rejoindre « une confrérie dont il est le doyen », le billet tombe de son gilet. Coraline l'accuse d'adultère. Lorsqu’elle prend le billet, elle reconnaît le sien ! Horrifiée, Coraline croit qu'elle a été découverte. La confusion est totale car les deux époux se croient confondus...

### Acte II
[4 scènes] 
Coraline ne comprend pas pourquoi Don Belfor n'a pas réagi avec colère à la lettre. Tracolin grimpe sur le mur du jardin et rejoint Coraline. Il lui explique qu’il est amoureux d’elle depuis longtemps, et qu’il lui doit les fausses notes qui l’ont fait chasser de son emploi de flûtiste. Il est aussi déserteur. Il lui révèle ensuite les détails de l'adultère de son mari puis quitte le jardin. Lorsque Don Belflor rentre, Coraline l'accuse à nouveau de l'infidélité. Il admet la vérité quand elle mentionne le nom de Caritea et implore son pardon. Elle accepte aussi longtemps qu'elle est autorisée à garder Tracolin dans la maison. Don Belflor, qui ne veut pas perdre la dot généreuse que son mariage lui apporta accepte le procédé.

## Distribution de la création[2]
| Rôle        |                                |
| ----------- | ------------------------------ |
| Don Belflor | Charles-Amable Battaille       |
| Coraline    | Delphine Ugalde                |
| Tracolin    | Toussaint-Eugène-Ernest Mocker |

## Numéros musicaux
- Ouverture

Acte I
- Introduction
- no 1 Scène et couplets « Je tremble et doute » (Coraline)
- no 2 Trio « La voilà là » (Coraline, Tracolin, Belfior)
- no 3 Air « Oui la vie » (Belfior)
- no 4 Couplets « Vous connaissez de ces femmes aimables » (Tracolin)
- no 5 Trio « Ah ! vous dirai-je, maman » (Coraline, Tracolin, Belfior)
- no 6 Duo « Qu'est cela ? » (Coraline, Belfior)

Acte II
- no 7 Entr'acte
- no 8 Air « Avec son petit air » (Coraline)
- no 9 Air « Dans vos regards » (Tracolin)
- no 10 Trio final « Oh ! tremblez » (Coraline, Tracolin, Belfior)

## Analyse
En plus du « Ah ! vous dirai-je, maman », l’œuvre comprend des citations de deux airs d'opéras de Grétry : « Tandis que tout sommeille » de L'Amant jaloux et « Je brûlerai d'une flamme éternelle » du Tableau parlant.
L’œuvre se termine par une apologie du ménage à trois (« Peut-on vivre sans amant ? »). L'ouvrage abandonna son titre complet dès la deuxième représentation pour s'intituler simplement Le Toréador.

## Discographie
Intégrales
- Mady Mesplé (Coraline), Raymond Amade (Tracolin), Charles Clavensy (Don Belflor), orchestre lyrique de l'ORTF, Eugène Bigot (dir.) - Musidisc, 1963
- Sumi Jo (Coraline), John Aler (Tracolin), Michel Trempont (Don Belflor), orchestre de l'Opéra national gallois, Richard Bonynge (dir.) - Decca, 1998
- Ghyslaine Raphanel (Coraline), Franck Cassard (Tracolin) Matthieu Lécroart (Don Belflor), Orchestre Français Albéric Magnard, Jean-Luc Tingaud (dir.) - Kultur Video, 2007